# عبد القادر الكولمندي
عبد القادر أفندي الكولمندي هو إداري عثماني، أسس مدينة العمارة جنوب العراق.

## التسمية
كولمند هي كلمة تركية ومفردها كوله معناها المملوك الذي اعتق وغالباًَ ما يكون من أصل جركسي.

## تأسيس قضاء العمارة
في نهاية سنة 1861، صدرت الإدارة الشاهانية من إسطنبول بجعل العمارة مركز قضاء تابع لولاية البصرة وعينت وزارة الداخلية في الإستانة عبد القادر الكولمندي بوظيفة كاتب عشائر ولاية البصرة قائممقاما للعمارة الذي أنشأ محلة (القادرية) وأنشأ فيها المسجد الكبير والمنارة الموجودة فيه، وقد أرخ الشاعر البغدادي عبد الغفار الأخرس تاريخ تأسيس العمارة بقوله:
وقد حكم عبد القادر العمارة في المدةِ 1861-1866. ويعد أول حاكم مدني في العمارة.